# Bučinovići
Bučinovići är en ort i Bosnien och Hercegovina.   Den ligger i entiteten Republika Srpska, i den östra delen av landet, 70 km öster om huvudstaden Sarajevo. Bučinovići ligger 649 meter över havet och antalet invånare är 228.
Terrängen runt Bučinovići är huvudsakligen kuperad, men åt sydväst är den bergig.Närmaste större samhälle är Srebrenica, 7,7 km öster om Bučinovići. 
Omgivningarna runt Bučinovići är en mosaik av jordbruksmark och naturlig växtlighet. Runt Bučinovići är det ganska tätbefolkat, med 67 invånare per kvadratkilometer.